# 星の消えた空に
『星の消えた空に』（ほしのきえたそらに、A Mouthful of Air）は2021年のアメリカ合衆国のドラマ映画。エイミー・コッペルマンの映画監督デビュー作で、出演はアマンダ・サイフリッドとフィン・ウィットロックなど。原作はコッペルマン監督の小説『A Mouthful of Air』で、監督自ら脚本を執筆し、不安障害と産後うつを題材としている。
日本では劇場公開されなかったが、2022年4月6日からデジタル配信された。

## ストーリー
作家のジュリー・デイヴィスは子供向けの作品を専門としており、ベストセラーの常連でもあった。夫（イーサン）や子供との生活も幸福そのもので、ジュリーの人生は公私共に順風満帆であるかのように思われていた。しかし、彼女の人生にはある暗い秘密が隠されていたのである。第2子の妊娠・出産をきっかけに、ジュリーは自らの過去と対峙することを余儀なくされる。

## キャスト
- ジュリー・デイヴィス: アマンダ・サイフリッド
  - 子供時代: ケイト・エレファンテ
- イーサン・デイヴィス: フィン・ウィットロック - ジュリーの夫。
- ボビー・デイヴィス: エイミー・アーヴィング - ジュリーの母。
- ルーシー: ジェニファー・カーペンター - イーサンの姉。
- シルヴェスター医師: ポール・ジアマッティ - 精神科医。
- レイチェル・デイヴィス: ブリット・ロバートソン - ジュリーとイーサンの娘（成長後）。
- ドーナッツ: エリオット・サムナー（英語版）
- パム: アリシア・ライナー（英語版）
- ロン: マイケル・ガストン - ジュリーの父。
- ケヴィン: ダーレン・ゴールドスタイン（英語版） - ルーシーの夫。
- サルツマン医師: ジョシュ・ハミルトン（英語版） - 産婦人科医。

## 製作・音楽
2019年9月5日、アマンダ・サイフリッド、フィン・ウィットロック、エイミー・アーヴィング、ジェニファー・カーペンター、ポール・ジアマッティが本作に出演することになったと報じられた。2021年11月19日、マディソン・ゲート・レコーズが本作のサウンドトラックを発売した。

## 公開・興行収入
2021年4月28日、ソニー・ピクチャーズ・ワールドワイド・アクイジションズが本作の全米配給権を獲得したとの報道があった。9月21日、本作のオフィシャル・トレイラーが公開された。10月29日、本作は全米816館で公開され、13万701ドルを稼ぎ出し、週末興行収入ランキング初登場14位となった。

## 評価
本作は批評家から好意的に評価されている。映画批評集積サイトのRotten Tomatoesには30件のレビューがあり、批評家支持率は67%、平均点は10点満点で6.2点となっている。また、Metacriticには11件のレビューがあり、52/100となっている。